# Coregonus suidteri
Coregonus suidteri es una especie de pez de la familia Salmonidae en el orden de los Salmoniformes.

## Alimentación
Come crustáceos,  larvas de insectos y moluscos  bentónicos (en la primavera) y pelágicos (en verano ).

## Distribución geográfica
Se encuentra en Europa: lagos  Vierwaldstätter,  Zug y  Sempach en Suiza.